# ساتنا
شهر ساتنا (به انگلیسی: Satna) با جمعیت ۲۹۲٫۹۴۰ نفر در ایالت مادایا پرادش در کشور هند واقع شده‌است. این شهر به عنوان شهر های کوچک در هند هم میشناسند.